# Pardomima testudinalis
Pardomima testudinalis là một loài bướm đêm trong họ Crambidae.